# 深海鋸黑頭魚
深海鋸黑頭魚，為黑頭魚科的其中一種，為深海魚類，分布於東、北大西洋及西太平洋海域，棲息深度100-3200公尺，體長可達38公分，棲息在中層水域，生活習性不明。